# Bérenger Frédol el Vell
Bérenger Frédol el Vell (francès: Béranger Frédol l’Ancien)  (França, c. 1250 - Avinyó, 11 de juny de 1323) fou un advocat canònic francès i cardenal bisbe de Frascati.Era nebot del papa Climent V i oncle del cardenal Berenger Frédol el Jove.
Bérenger de Frédol fou canonge i cantor al capítol de Béziers i fou abat de Saint-Aphrodise. Fou canonge al capítol de Narbona, ardiaca de Corbières, canonge a Aix i professor de la Universitat de Bolonya. Durant el pontificat de Climent V, fou vicari de Roma. Va ser elegit bisbe de Béziers el 1294. Com a bisbe, de Fredol se li encarrega el papa amb la recopilació de decrets del Liber Sextus i és auditor de la Rota romana.
Berenger Frèdol és creat cardenal pel papa Climent V al consistori de 15 de desembre de 1305. El cardenal de Fredol és nomenat gran penitenciari el 1306 i intervé en el procés de l'orde del Temple el 1311. Participa al conclave de 1314-1316, al final del qual Joan XXII és elegit. Fredol és nomenat degà del Col·legi de Cardenals el 1321.

## Publicacions
El cardenal Berenguer Frèdol (precedit per una introducció històrica Gratien al final del segle xiii), el "Liber de excommunicacionne" (El Llibre de l'excomunió), París, Lib. Nova llei i Jurisprudència Arthur Rousseau d'Ernest Vernay, 1912, br., 251 pàg., a 4°.